# Nycticeius cubanus
Nycticeius cubanus é uma espécie de morcego da família Vespertilionidae. Pode ser encontrada apenas em Cuba. No passado, era considerada uma subespécie do Nycticeius humeralis, sendo elevada a espécie distinta por Hall (1981).